# 王明理 (教师)
王明理，曾任国立台中启明学校教师，创办全台首个盲人合唱团。

## 荣誉

### 中华民国勋章奖章
- 三等景星勋章（2015年9月23日于台北总统府颁授[1]）

### 奖项
- 中华民国教育部：师铎奖（2015年[2]）